# Lourmais
Lourmais é uma comuna francesa na região administrativa da Bretanha, no departamento Ille-et-Vilaine. Estende-se por uma área de 7,21 km². Em 2010 a comuna tinha 331 habitantes (densidade: 45,9 hab./km²).